# Francisco José Villas-Boas Senra de Faria Coelho
Francisco José Villas-Boas Senra de Faria Coelho (Maputo, 12 marzo 1961) è un arcivescovo cattolico portoghese, dal 26 giugno 2018 arcivescovo metropolita di Évora.

## Biografia

### Formazione e ministero sacerdotale
Dopo aver studiato presso il Seminario Maggiore di Évora, è stato ordinato sacerdote il 29 giugno 1986 dall'arcivescovo Maurílio Jorge Quintal de Gouveia.
Dopo l’ordinazione sacerdotale ha conseguito a Roma il baccalaureato in filosofia presso la Pontificia Università Antonianum; il baccalaureato in teologia, presso la Pontificia Università Salesiana e la licenza in storia ecclesiastica presso la Pontificia Università Gregoriana.
Nel 2008, ha conseguito il dottorato in soria presso la Phöenix International University, negli Stati Uniti.
Ha ricoperto il ruolo di canonico del capitolo della cattedrale di Évora.

### Ministero episcopale
Il 17 aprile 2014 papa Francesco lo ha nominato vescovo ausiliare di Braga e vescovo titolare di Plestia.
Il 29 giugno 2014, presso la Cattedrale di Évora, ha ricevuto la consacrazione episcopale dalle mani dell'arcivescovo metropolita José Francisco Sanches Alves, co-consacranti l'arcivescovo di Braga Jorge Ferreira da Costa Ortiga e l'arcivescovo emerito di Évora Josef Maurílio Jorge Quintal de Gouveia.
In seno alla conferenza episcopale portoghese è membro della Commissione Episcopale Laicado e Família.
Il 26 giugno 2018 papa Francesco lo ha nominato arcivescovo metropolita di Évora. Ha preso possesso dell'arcidiocesi il 2 settembre successivo.

## Genealogia episcopale e successione apostolica
La genealogia episcopale è:
- Cardinale Scipione Rebiba
- Cardinale Giulio Antonio Santori
- Cardinale Girolamo Bernerio, O.P.
- Arcivescovo Galeazzo Sanvitale
- Cardinale Ludovico Ludovisi
- Cardinale Luigi Caetani
- Cardinale Ulderico Carpegna
- Cardinale Paluzzo Paluzzi Altieri degli Albertoni
- Papa Benedetto XIII
- Papa Benedetto XIV
- Cardinale Enrico Enriquez
- Arcivescovo Manuel Quintano Bonifaz
- Cardinale Buenaventura Córdoba Espinosa de la Cerda
- Cardinale Giuseppe Maria Doria Pamphilj
- Papa Pio VIII
- Papa Pio IX
- Cardinale Alessandro Franchi
- Cardinale Gaetano Aloisi Masella
- Cardinale José Sebastião d'Almeida Neto, O.F.M.Disc.
- Vescovo António José de Souza Barroso
- Vescovo Manuel Luís Coelho da Silva
- Cardinale Manuel Gonçalves Cerejeira
- Cardinale António Ribeiro
- Arcivescovo Maurílio Jorge Quintal de Gouveia
- Arcivescovo José Francisco Sanches Alves
- Arcivescovo Francisco José Villas-Boas Senra de Faria Coelho

La successione apostolica è:
- Vescovo Fernando Maio de Paiva (2024)